# ميغيل موريس
ميغيل موريس (15 مايو 1964 في الأرجنتين - ) (بالإسبانية: Miguel Morris)‏ هو لاعب كريكت أرجنتيني.

## وصلات خارجية
- ميغيل موريس على موقع إي آس بي آن كريك إنفو (الإنجليزية)